# DoNotPay
DoNotPay (auch: Roboter-Anwalt oder Robo-Anwalt) ist ein Soziales Netzwerk, das überwiegend von Rechtssuchenden bei einfachen Rechtsfragen genutzt wird. DoNotPay ermöglichte ursprünglich ihren Nutzern, verschiedene Rechtsfragen anhand von voreingestellten Fragen/Antworten zu konkretisieren und festzustellen, ob ein Einspruch z. B. gegen ein Strafmandat wegen Falschparken erfolgreich ist oder nicht und einen Einspruch zu verfassen und wurde zwischenzeitlich erheblich ausgebaut.
Die Programmiersprachen hinter der Anwendung sind O.js, jobscript, PHP, verbunden mit IBM Watson.

## Motivation und Grundversion
Der Gründer von DoNotPay, Joshua Browder, habe sich mehrfach selbst über Strafmandate für Falschparken geärgert. Die Menschen würden von der Stadtverwaltung als Einkommensquelle missbraucht. Mit Strafen für Falschparken und andere Verkehrssünden habe alleine New York 2015 rund 1,9 Milliarden US-Dollar eingenommen (in Deutschland sollen die Kommunen durch Strafzettel allein 2013 rund 850 Millionen Euro eingenommen haben).
Die Erfolgsquote für Einsprüche gegen Strafmandate durch DoNotPay liege zwischen 47 und 64 Prozent. Die App ist seit 2015 in London und seit März 2016 in New York anwendbar. Insgesamt wurden bis etwa Mitte 2016 rund 250.000 Tickets beeinsprucht, 160.000 davon erfolgreich. Bis Mitte 2017 seien bereits 375.000 Strafmandate für Falschparken mit DoNotPay beeinsprucht worden und wurde der Service auf alle 50 Bundesstaaten der USA ausgedehnt.

## Ausbau der App
In weiterer Folge wurde das Programm erweitert und soll nun auch z. B. Flüchtlingen dabei helfen, Asyl zu bekommen (Asylverfahren in den USA, in Kanada und im Vereinigten Königreich) bei einfachen Klagen, Geltendmachung von Ansprüchen bei Flugverspätungen etc.

## Anonymität
Die Daten, die im App eingegeben werden, werden laut Joshua Browder nur solange gespeichert, als unbedingt notwendig und danach gelöscht.
Die Website selbst entspricht nicht den verpflichtenden gesetzlichen Vorgaben des Vereinigten Königreichs oder einem anderen Unionsmitgliedstaat der Europäischen Union im Hinblick auf die Bekanntgabe des Betreibers und der verantwortlichen Person. Die Domain donotpay.co.uk ist auf Joshua Browder registriert. Die Domain donotpay.com, auf welche weitergeleitet wird, ist nur auf den Webhosting-Dienstleister (Namecheap Inc.) in Panama ohne Angabe der Person registriert.